# Graphogaster brunnea
Graphogaster brunnea är en tvåvingeart som först beskrevs av Brooks 1942.  Graphogaster brunnea ingår i släktet Graphogaster och familjen parasitflugor. Inga underarter finns listade i Catalogue of Life.